# Harakiri (singolo Serj Tankian)
Harakiri è un singolo del cantautore statunitense Serj Tankian, pubblicato il 19 giugno 2012 come terzo estratto dall'album omonimo.

## Descrizione
Quinta traccia dell'album omonimo, Harakiri affronta il tema attuale di ciò che l'umanità sta facendo alla Terra ed ovvero danneggiarla in maniera costantemente crescente fino a portarla alla sua fine, senza pensare al fatto che con la morte del pianeta anche l'umanità sparirebbe.
Il brano, inizialmente reso disponibile per il download digitale a metà giugno 2012, è entrato anche per la rotazione radiofonica in Italia a partire dal 28 settembre dello stesso anno.

## Video musicale
Il video, diretto il 21 giugno al Lago Salton vicino a Palm Springs, mostra alcune scene in cui Tankian canta il brano con altre alternate a un documentario di proprietà della Reagan Presidential Library ed intitolato A Time for Choosing.

## Tracce
1. Harakiri – 4:19

## Formazione
Musicisti
- Serj Tankian – voce, chitarra, basso, pianoforte, campionatore, programmazione
- Dan Monti – chitarra aggiuntiva
- Mario Pagliarulo – basso aggiuntivo
- Troy Zeigler – batteria

Produzione
- Serj Tankian – produzione, ingegneria del suono, missaggio
- Dan Monti – ingegneria del suono, missaggio
- Chad Bamford – ingegneria della batteria
- Ryan Kennedy – assistenza tecnica
- Vlado Meller – mastering

## Classifiche
| Classifica (2012)             | Posizione massima |
| ----------------------------- | ----------------- |
| Stati Uniti (mainstream rock) | 40                |